# Jonathan Ward
Jonathan Ward est un acteur et réalisateur américain né le 24 février 1970 dans le Maryland.

## Filmographie

### Cinéma

#### Court métrage
- 1998 : Pendant ce temps... : [Qui ?]

#### Long métrage
- 1984 : Violated de Richard Cannistraro : Danny Robb
- 1987 : White Water Summer de Jeff Bleckner : Mitch
- 1988 : Mac et moi (Mac and Me) de Stewart Raffill : Michael Cruise
- 1989 : Potins de femmes (Steel Magnolias) de Herbert Ross : Jonathan Eatenton
- 1992 : Les Aventures de Zak et Crysta dans la forêt tropicale de FernGully (FernGully: the Last Rainforest) de Bill Kroyer : Zak (voix)
- 1993 : Geronimo (Geronimo: An American Legend) de Walter Hill : C.S. Fly
- 1994 : Loving Deadly de Kris Kertenian : Jesse

### Télévision

#### Téléfilm
- 1979 : A Christmas for Boomer : Johnny Sinclair
- 1982 : Maid in America : John Abel
- 1985 : There Were Times, Dear : [Qui ?]
- 1988 : A Father's Homecoming : David Fields
- 1992 : Honor Thy Mother : Brew
- 1993 : Doorways : Mike
- 1995 : Passion criminelle : Neil, Coed

#### Série télévisée
- 1981 - 1982 : CBS Library : 
  - (épisode : Orphans, Waifs and Wards) : Oliver Twist
  - (saison 3, épisode 01 : Robbers, Rooftops and Witches) : Edgar Irving - Host
- 1983 : ABC Weekend Specials (saison 6, épisode 01 : The Haunted Mansion Mystery) : Junior
- 1984 : ABC Afterschool Specials (saison 13, épisode 04 : Mom's on Strike) : Ben
- 1984 : Just Another Stupid Kid (programme court) : Danny
- 1984 - 1985 : Charles s'en charge (Charles in Charge) (22 épisodes) : Douglas Pembroke
- 1985 : George Burns Comedy Week (en) (saison 1, épisode 02 : Home for Dinner)
- 1985 : La Cinquième Dimension (The Twilight Zone) (saison 1, épisode 10a : L'Ombre de la nuit) : Danny Hayes
- 1986 - 1987 : Heart of the City (en) (13 épisodes) : Kevin Kennedy
- 1987 : Les Aventures de Beans Baxter (17 épisodes) : Benjamin "Beans" Baxter Jr. / Beans Baxter
- 1988 : Duet (en) (saison 3, épisode 05 : Oh Boy!)
- 1989 : Madame est servie (Who's the Boss?) (saison 5, épisode 19 : La Vie des mannequins) : Rick Carlin
- 1989 : La Belle et la Bête (Beauty and the Beast) (saison 2, épisode 08 : Le Prince Brian) : Brian
- 1990 : Going Places (en) (saison 1, épisode 09 : I Was a Teenage Bride)
- 1990 : Dans la chaleur de la nuit (In the Heat of the Night) (saison 3, épisode 11 : Une famille très unie) : Raleigh Haber
- 1991 : Parker Lewis ne perd jamais (Parker Lewis Can't Lose) (saison 1, épisode 25 : Ma brave petite sœur) : Brad Donovan
- 1993 : Une maman formidable (Grace Under Fire) (saison 1, épisode 03 : Sans les enfants) : Chris
- 1994 : Missing Parents (programme court) : Matt Miller